# أنيتا فلورنسا هيمنغز
أنيتا فلورنسا هيمنغز (بالإنجليزية: Anita Florence Hemmings) هي أمينة مكتبة أمريكية، ولدت في 8 يونيو 1872 في بوسطن في الولايات المتحدة، وتوفيت في 1943 في نيويورك في الولايات المتحدة.